# Glycera lamelliformis
Glycera lamelliformis är en ringmaskart som beskrevs av McIntosh 1885. Glycera lamelliformis ingår i släktet Glycera och familjen Glyceridae.
Artens utbredningsområde är havet kring Nya Zeeland. Inga underarter finns listade i Catalogue of Life.